# Sulayman Reis
Ivan Dirkie de Veenboer (muerto cerca de Cartagena, España, el 10 de octubre de 1620) fue un marino neerlandés del siglo XVII. Habiéndose desempeñado como corsario en la guerra de los Ochenta Años, dio más tarde el salto a la piratería y se puso bajo las órdenes de Zymen Danseker, alcanzando el rango de oficial. Se convirtió al islam y tomó el nombre de Süleyman Reis —también referido como Sulayman, Solimán o Slemen Reis—, disfrutando de una carrera de éxito como capitán otomano al mando de una armada corsaria de Argel durante sus últimos años.

## Biografía
Nacido en Hoorn, tenemos por primera vez noticia de su existencia a cuenta de sus acciones como corsario para las Provincias Unidas en el curso de la revuelta protestante contra la Monarquía Hispánica. Entonces operaba legalmente mediante una patente expedida por el Almirantazgo neerlandés, pero decidió abandonar el servicio a su país tras una temporada en que las presas fueron escasas. Fue así como siguió el ejemplo de otros excorsarios que habían ofrecido su lealtad a los estados de la costa berberisca, y fue ascendido a oficial por Zymen Danseker en algún momento entre 1606 y 1609. De Veenboer encontró mucho más lucrativa esta empresa y, durante una estancia en Argel, se convirtió al islam y pasó a presentarse como Sulayman. En el curso de una visita a Constantinopla recibió el título de reis —almirante— y, para 1617, disponía ya del mando de una flota propia que lucía casi siempre el pabellón argelino, aunque su tripulación estaba compuesta predominantemente por neerlandeses y gustaba de ondear la bandera de las Provincias Unidas cuando atacaba a objetivos españoles.
En un momento dado quiso regresar a su patria e intentó negociar un indulto a través de Wynant de Keyser van Bollandt, cónsul neerlandés en Argel. Pese a que como gesto había dejado mayormente de asaltar barcos neerlandeses, procurando además una liberación segura de las dotaciones capturadas cuando sí lo hacía, una discusión con De Keyser quebró cualquier aspiración de ser exonerado por sus crímenes.
En 1618 se encontraba en la cima de su poder, a la cabeza de cincuenta navíos repartidos en varios escuadrones y de cientos de piratas, algunos de los cuales obtendrían renombre en el futuro, caso de Jan Janszoon, quien trabajó como timonel para De Veenboer y también se convertiría al islam. Sin embargo, ese mismo año el almirante perdió su posición de liderazgo ante Mustapha Reis, cuando en el ataque contra un convoy de buques mercantes que incluía cinco de nacionalidad neerlandesa, uno francés y otro italiano, Sulayman y otro corsario únicamente consiguieron dos presas, mientras que el resto pudieron escapar.
Luego del apresamiento de una embarcación con cargamento de azúcar, De Veenboer se retiró por un breve tiempo y se instaló en Argel. No tardó demasiado en regresar a las actividades piráticas, pues a principios de 1620 sabemos de una incursión que le reportó la captura de una rica presa francesa. No obstante, mientras patrullaba las costas mediterráneas en julio del mismo año, su nave y otras cuatro que la acompañaban se vieron inmovilizadas por la calma chicha y sorprendidas por la acometida de los tres barcos de guerra neerlandeses de los capitanes 't Hoen, Cleijnsorgh y Schaeff. A duras penas logró el renegado escapar, sufriendo graves daños su buque insignia. En agosto se puso a salvo en Argel y, después de un mes de reparaciones en puerto, partió de nuevo dirigiendo una escuadra de ocho bajeles. Surcó los mares durante más de dos meses hasta toparse con un escuadrón naval constituido por un navío de guerra neerlandés, dos franceses y dos ingleses el 10 de octubre de 1620. De Veenboer se lanzó a la ofensiva y, después de un prolongado combate ante el puerto de Cartagena, resultó muerto a consecuencia de un cañonazo que le seccionó las piernas. Sus enemigos devolvieron el cadáver a tierra en una chalupa.